# Brandowie
Brandowie – współczesna angielska rodzina arystokratyczna, początki jej kariery to XVIII w.

## Informacje ogólne
Rodzina Brandów wywodzi się z Hertfordshire. Jej kariera rozpoczęła się w drugiej połowie XVIII w., kiedy to Thomas Brand ożenił się z Gertrudą Trevor, wywodzącą się z rodu baronów Dacre, dzięki czemu tytuł barona przeszedł w posiadanie rodziny Brandów. Tytuł wicehrabiego Hampden został przyznany w 1884 r. Lordowi Speakerowi Izby Gmin, Henry’emu Brandonowi, wnukowi Thomasa. Tytuły barona i wicehrabiego zostały rozdzielone w 1965 r. po śmierci Thomasa, 4. wicehrabiego Hampden. Wicehrabiostwo przeszło na jego młodszego brata, zaś tytuł barona odziedziczyła córka.

## Tytuły noszone przez członków rodziny
- Wicehrabia Hampden
- Baron Dacre
- Baron Brand

## Drzewo genealogiczne
- Thomas Brand (przed 1756 – 21 lutego 1794), poślubił Gertrudę Trevor Roper (25 sierpnia 1750 – 3 października 1819), późniejszą 19. baronową Dacre, córkę Charlesa Ropera
  - Thomas Brand, 20. baron Dacre (25 marca 1774 w The Hoo, Hertfordshire – 21 marca 1851 w The Hoo), poślubił Barberinę Ogle (9 maja 1768 – 17 maja 1854), córkę admirała sir Charlesa Ogle'a, 1. baroneta
  - Henry Otway Brand, 21. baron Dacre (27 lipca 1777 w The Hoo – 2 czerwca 1853 w Londynie), poślubił Pyne Crosbie (zm. styczeń 1844), córkę Maurice’a Crosbiego
    - Pyne Jesse Brand-Trevor (zm. 3 marca 1872), żona Johna Henry’ego Cotterella (15 kwietnia 1800 – 3 stycznia 1834) i Granville’a Harcourt-Vernona (26 lipca 1792 – 8 grudnia 1879)
    - Julia Brand (zm. 13 października 1858), żona Samuela Charlesa Whitbreada (1796 – 1879)
    - Frederica Mary Jane Brand (zm. 21 stycznia 1873)
    - Thomas Crosbie William Trevor, 22. baron Dacre (5 grudnia 1808 – 26 lutego 1890, The Hoo), poślubił Susan Sophię Cavendish (1 marca 1817 – 13 sierpnia 1896), córkę Charlesa Cavendisha, 1. baron Chesham
    - Henry Bouverie William Brand, 1. wicehrabia Hampden (24 grudnia 1814 – 14 marca 1892 w Pau we Francji), poślubił Elizę Ellice (przed 1823 – 9 marca 1899), córkę generała Roberta Ellice’a
      - Alice Brand (1840 – 20 marca 1925), żona sir Henry’ego Thomasa Fraquhara, 4. baroneta (13 września 1838 – 15 stycznia 1916)
      - Henry Robert Brand, 2. wicehrabia Hampden (2 maja 1841 – 22 listopada 1906 w Londynie), poślubił Victorię Alexandrinę Leopoldinę de Weyer (przed 1849 – 20 lipca 1865), córkę Sylvaina de Weyer oraz Susan Henriettę Cavendish (29 lipca 1846 – 16 października 1909), córkę lorda George’a Henry’ego Cavendisha (wszystkie dzieci z drugiego małżeństwa)
        - Thomas Walter Brand, 3. wicehrabia Hampden (29 stycznia 1869 w Westminsterze – 4 września 1958), poślubił lady Katherine Montagu-Douglas-Scott (25 marca 1875 – 7 marca 1951), córkę Williama Montagu-Douglas-Scotta, 6. księcia Buccleuch
          - Thomas Henry Brand, 4. wicehrabia Hampden (30 marca 1900 – 1965), poślubił Leilę Emily Seely (24 sierpnia 1900 – 15 listopada 1996), córkę podpułkownika Franka Evelyna Seely’ego
            - Sarah Elizma Brand (7 lipca 1924 – 25 marca 1937)
            - Gian Katherine Brand (6 kwietnia 1927 – 23 czerwca 1929)
            - Rachel Leila Brand, 27. baronowa Dacre (ur. 24 października 1929), żona Williama Douglas-Home'a (3 czerwca 1912 – 28 września 1992)
            - Tessa Mary Brand (ur. 21 kwietnia 1934), żona Juliana Ogilviego Thompsona

          - David Francis Brand, 5. wicehrabia Hampden (14 czerwca 1902 – 1975), poślubił Imogen Alice Rhys (27 sierpnia 1903 – ?), córkę Waltera Rhysa, 7. barona Dynevor
            - Anthony David Brand, 6. wicehrabia Hampden (ur. 7 maja 1937), poślubił Carę Fionę Proby, córkę kapitana Claude’a Proby’ego oraz Sally Hambro, córkę pułkownika sir Charlesa Hambro (wszystkie dzieci z pierwszego małżeństwa)
              - Francis Anthony Brand (ur. 17 września 1970)
              - Saracha Brand (ur. 1973)
              - Jonathan Claud David Humphrey Brand (ur. 25 sierpnia 1975)

            - Jean Margaret Brand (ur. 19 sierpnia 1938)
            - Philippa Mary Imogen Brand (ur. 7 kwietnia 1942), żona Christophera Rogera Chetwode'a (ur. 24 marca 1940)

          - Joan Louisa Brand (7 grudnia 1904 – ?), żona Basila Samuela Hilla Hill-Wooda, 2. baroneta (5 lutego 1900 – 3 lipca 1954)
          - Barbara Constance Brand (1 kwietnia 1907 – ?), żona Ronalda Harry’ego Highama
          - Ranulph William Brand (9 grudnia 1909 – 6 października 1912)
          - Elisabeth Margaret Brand (ur. 21 września 1911), żona Cecila Chadwicka Lomaxa
          - Monica Dorothy Brand (ur. 3 marca 1914), żona D’Arcy’ego Lambtona (10 lipca 1908 – 18 listopada 1938)
          - Charles Andrew Brand (ur. 14 lipca 1920)

        - Hubert George Brand (20 maja 1870 – 14 grudnia 1955), poślubił Norah Conyngham Greene (zm. 5 marca 1924), córkę Williama Greene'a
          - Elisabeth Norah Brand (ur. 29 sierpnia 1915), żona majora Johna Edwarda Seymoura (ur. 18 października 1915)
          - Mary Kathleen Brand (ur. 26 stycznia – 6 marca 1921)

        - Richard Brand (8 sierpnia 1871 – 18 stycznia 1880)
        - Margaret Brand (1873 – 27 września 1848), żona generała brygady Algernona Francisa Holforda Fergusona (1867 – 5 listopada 1943)
        - Alice Brand (ok. 1877 – 11 lipca 1945)
        - Dorothy Louisa Brand (ok. 1878 – 21 lipca 1959), żona majora Percy’ego Feildena (zm. 25 marca 1944)
        - Robert Henry Brand, 1. baron Brand (30 października 1878 – 23 sierpnia 1963), poślubił Phyllis Langhorne (przed 1902 – 20 stycznia 1937), córkę Chiswella Langhorne'a
          - Virginia Brand (31 sierpnia 1918 – 1995), żona Johna Metcalfe'a Polka (zm. 12 stycznia 1948) i brygadiera sir Edwarda Williama Spencera Forda (ur. 24 lipca 1910)
          - Dinah Brand (zm. 8 września 1920), żona Lyttletona Foxa i Christophera Charlesa Cypriana BRidge’a
          - Robert James Brand (16 czerwca 1923 – marzec 1945)

        - Roger Brand (23 listopada 1880 – 23 października 1945), poślubił Muriel Hectorinę Lilian Montgomery, córkę Henry’ego Boyle’a Montgomery’ego
          - Patricia Helen Winifred Brand (ur. 11 grudnia 1926), żona kapitana Johna Ralpha Lubbocka (ur. 23 grudnia 1925) i Pierre’a Micheletto

        - Geoffrey Brand (3 października 1885 – 25 lutego 1899)

      - Gertruda Brand (1844 – 21 grudnia 1927), żona Williama Henry’ego Campiona
      - Mabel Brand (1845 – 28 maja 1924), żona Fredericka Freemana Thomasa (11 kwietnia 1838 – 1 grudnia 1868)
      - Thomas Seymour Brand (20 września 1847 – 12 listopada 1916), poślubił Annie Blanche Gaskell (przed 1862 – 18 listopada 1946), córkę Henry’ego Lomaxa Gaskella
        - Phoebe Brand (19 października 1893 – ?), żona podpułkownika Edwarda Anthony’ego Fieldena
        - Humphrey Ranulph Brand (24 lutego 1895 – 5 lutego 1953), poślubił Aimie Gwendolyn Clarke, córkę sir Ruperta Clarke'a, 2. baroneta

      - Mary Cecilia Brand (ok. 1850 – 24 czerwca 1886), żona Henry’ego Parkmana Sturgisa
      - Arthur George Brand (1 maja 1853 – 9 stycznia 1917), poślubił Edith Ingram, córkę Josepha Ingrama
        - Henry Arthur Trevor Brand (15 marca 1890 – 4 grudnia 1938), poślubił Elsie James, córkę Williama Jamesa

      - Charles Brand (1 maja 1855 – 25 sierpnia 1912), poślubił Alice Emmę Sturgis van der Weyer (zm. 4 lutego 1926), córkę Sylvaina van der Weyera
        - Betty Brand (zm. 11 września 1935)
        - Ruth Brand, żona Johna Williama Dodsona, 2. barona Monk Bretton (22 września 1869 – 29 lipca 1933)
        - Evelyn Brand (zm. 23 grudnia 1954), żona sir Jamesa Crerara (zm. 29 sierpnia 1960)
        - John Charles Brand (24 listopada 1885 – 29 grudnia 1929), poślubił lady Rosabelle Millicent St. Clair-Erskine (30 października 1891 – 12 grudnia 1956), córkę Jamesa St. Clair-Erskine'a, 5. hrabiego Rosslyn
          - Robin Brand (29 października 1917 – 13 stycznia 1945), poślubił Joyce Duncan
          - Patience Brand (ur. 1 stycznia 1922), żona kapitana Iana Alexandra Hendersona (5 października 1918 – 1968)
          - Michael Charles Brand (ur. 13 kwietnia 1925), poślubił Laurę Caroline Beatrice Smith (ur. 9 września 1931), córkę Williama Smitha, 3. wicehrabiego Hambleden
            - Charles David William Brand (ur. 1 lipca 1954)
            - nieznana z imienia córka (10 – 11 czerwca 1958)
            - Charlotte Katherine Brand (ur. 5 października 1961)
            - Rosabelle Patricia Brand (ur. 1965), żona Roberta Batta

      - Maud Elisabeth Brand (1856 – 8 stycznia 1944), żona Davida Augustusa Bevana
      - Richard Brand (1857 – 1858)

    - Gertrude Brand (1816 – 30 sierpnia 1883), żona sir George’a Hamiltona Seymoura (21 września 1797 – 2 lutego 1880)

  - Gertrude Brand